# Resolución 1414 del Consejo de Seguridad de las Naciones Unidas
La resolución 1414 del Consejo de Seguridad de las Naciones Unidas fue aprobada sin votación el 23 de mayo de 2002, tras haber examinado la petición de la República Democrática de Timor Oriental para poder ser miembro de las Naciones Unidas. En esta resolución, el Consejo recomendó a la Asamblea General la aceptación de Timor Oriental como miembro.
La Asamblea General posteriormente admitió a Timor Oriental en las Naciones Unidas el 27 de septiembre de 2002 mediante la Resolución 57/3.